# كارلوس رينيه كوريا
كارلوس رينيه كوريا (بالإسبانية: Carlos René Correa)‏ هو كاتب وشاعر تشيلي، ولد في 18 سبتمبر 1912، وتوفي في 13 سبتمبر 1999.